# Max Fenichel
Max Fenichel, aussi appelé Menasche ou Menasse Fenichel, né le 2 juillet 1885 à Tarnów en Autriche-Hongrie, et mort assassiné le 16 septembre 1942 à Łódź ou dans le ghetto de Łódź, est un photographe autrichien .

## Biographie
Menasche Fenichel s'installe à Vienne en 1915 où il crée son entreprise de photographie. Son atelier se situe, de 1917 à 1938, dans le 7e arrondissement au numéro 27/6 de la Kenyongasse. Il travaille comme reporter-photographe pour le quotidien Die Stunde et le magazine Die Bühne, et est l'un des photographes qui développent le nouveau concept du reportage photo en série. Il réalise dans son atelier un grand nombre de portraits photographiques, dont des artistes de théâtre.
Fenichel était membre de l’Association des photographes de Vienne et de l’Organisation de la presse viennoise. Après l'Anschluss en 1938, il lui est interdit de travailler car il est juif, et il doit abandonner son atelier ; il doit également déménager. En octobre 1941, lui et sa femme sont déportés dans le ghetto de Łódź, en Pologne occupée par les Allemands, où ils sont tous deux assassinés.

Galerie de photos réalisées par Max Fenichel
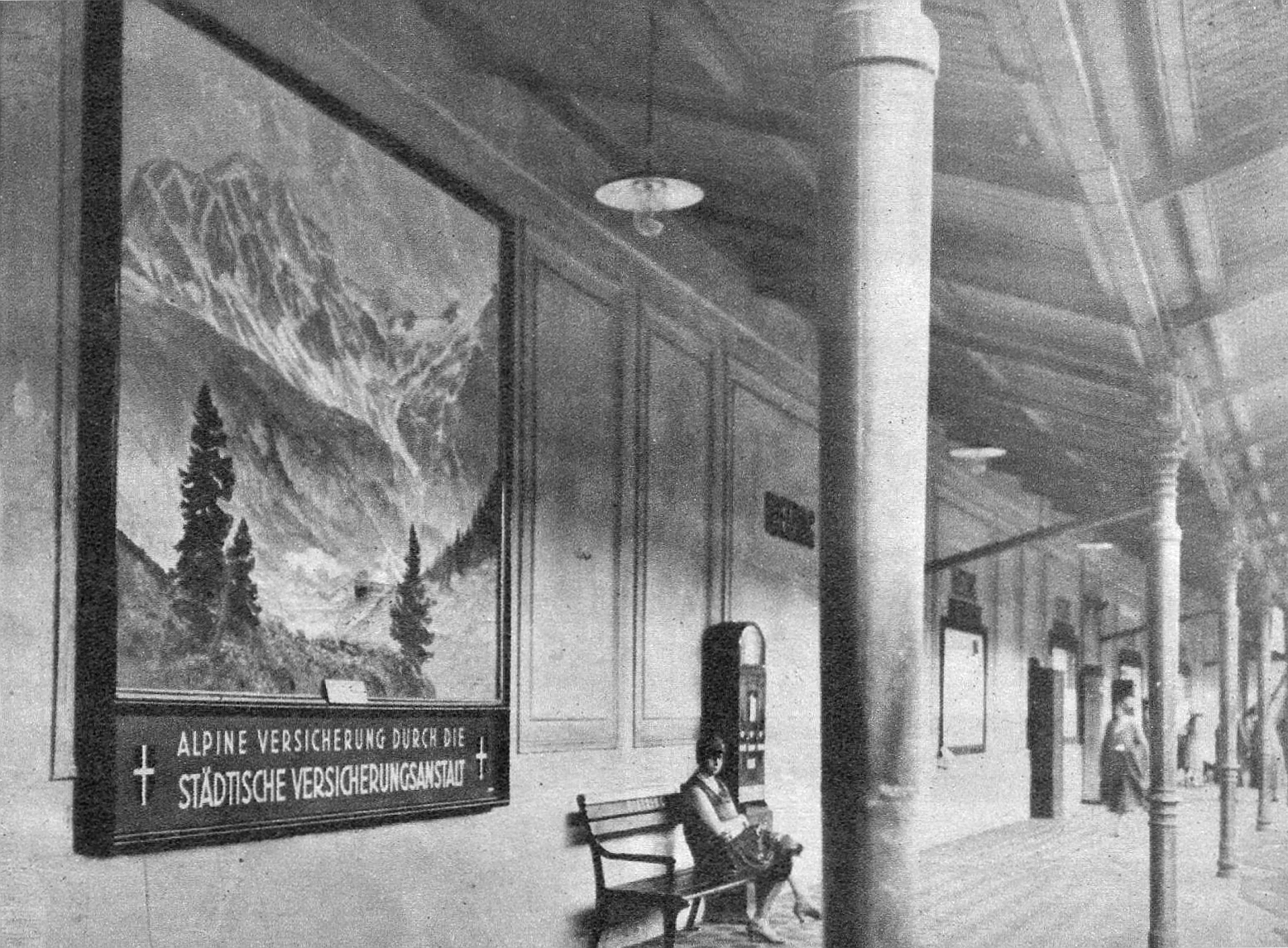
Station de tramway de Hietzing à Vienne, 1929.
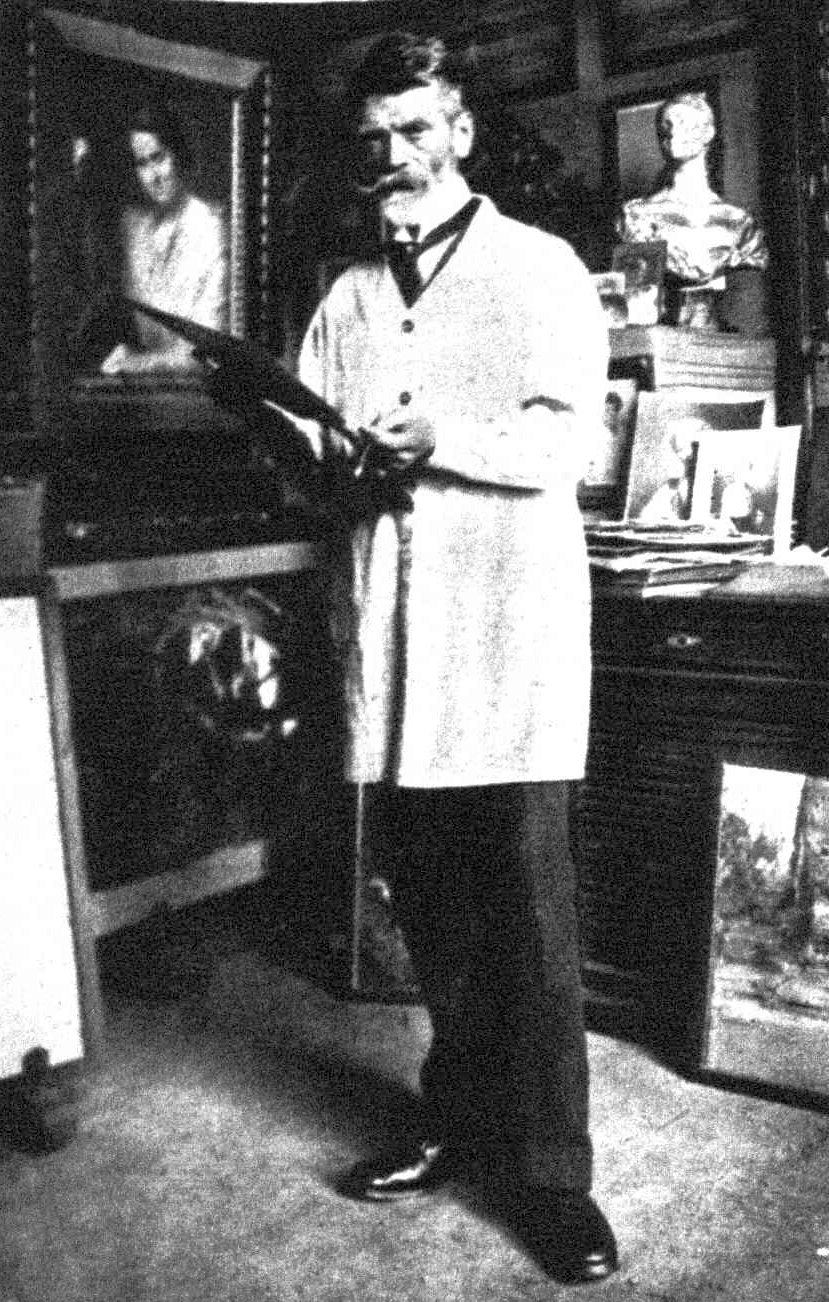
Ludwig Michalek, 1919.
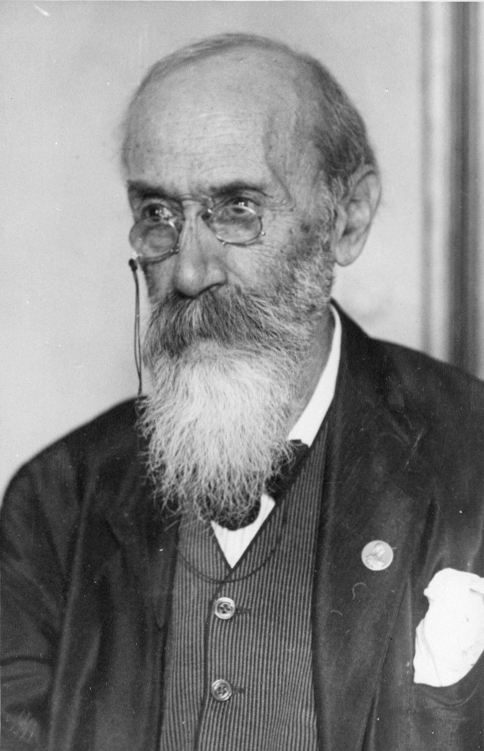
Max von Portheim.
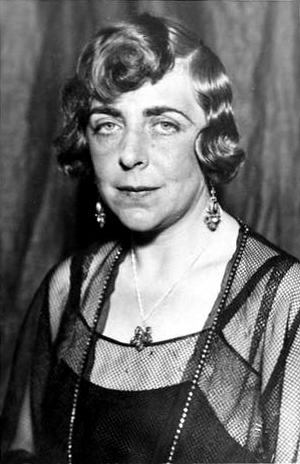
Vicki Baum, vers 1930.
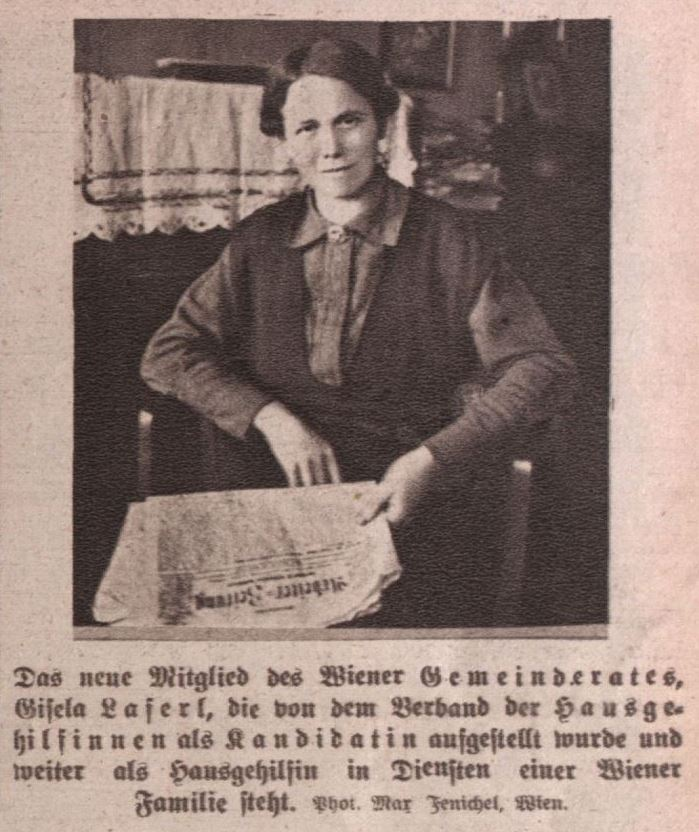
Gisela Laferl, 1919.

## Biblographie
- (de) Samanta Benito-Sanchez, Pressefotografen zwischen den Weltkriegen. Eine Biografiensammlung von Pressefotografen, die zwischen 1918 und 1939 in Wien tätig waren. Diplomarbeit, Universität Wien, 2009, pp. 66 et suiv.
- (de) Anton Holzer (de), Der zaghafte Aufbruch in die Moderne. Fotografie in Österreich 1900-1938, in : =Fotogeschichte (de), cahier 113, Marbourg : Jonas, 2009, pp. 21–48, p. 41.